# Santa Victoria Este
Santa Victoria Este es una localidad del norte de Argentina, en la provincia de Salta; ubicada al noreste de la región del Bermejo, pertenece al departamento Rivadavia.
Se encuentra a orillas del Río Pilcomayo, en la triple frontera entre Argentina, Paraguay y Bolivia, limitando con Pozo Hondo (Paraguay) y Esmeralda (Bolivia), respectivamente. 
En esta localidad predominan las etnias indígenas como los wichís (lo más numerosos de la zona), chorotes, qoms , chulupíes, quechuas y tapietes.

## Clima
| Parámetros climáticos promedio de Santa Victoria Este (Temperature normals and records: 1993–2018; Precipitation normals: 1981-2010) | Parámetros climáticos promedio de Santa Victoria Este (Temperature normals and records: 1993–2018; Precipitation normals: 1981-2010) | Parámetros climáticos promedio de Santa Victoria Este (Temperature normals and records: 1993–2018; Precipitation normals: 1981-2010) | Parámetros climáticos promedio de Santa Victoria Este (Temperature normals and records: 1993–2018; Precipitation normals: 1981-2010) | Parámetros climáticos promedio de Santa Victoria Este (Temperature normals and records: 1993–2018; Precipitation normals: 1981-2010) | Parámetros climáticos promedio de Santa Victoria Este (Temperature normals and records: 1993–2018; Precipitation normals: 1981-2010) | Parámetros climáticos promedio de Santa Victoria Este (Temperature normals and records: 1993–2018; Precipitation normals: 1981-2010) | Parámetros climáticos promedio de Santa Victoria Este (Temperature normals and records: 1993–2018; Precipitation normals: 1981-2010) | Parámetros climáticos promedio de Santa Victoria Este (Temperature normals and records: 1993–2018; Precipitation normals: 1981-2010) | Parámetros climáticos promedio de Santa Victoria Este (Temperature normals and records: 1993–2018; Precipitation normals: 1981-2010) | Parámetros climáticos promedio de Santa Victoria Este (Temperature normals and records: 1993–2018; Precipitation normals: 1981-2010) | Parámetros climáticos promedio de Santa Victoria Este (Temperature normals and records: 1993–2018; Precipitation normals: 1981-2010) | Parámetros climáticos promedio de Santa Victoria Este (Temperature normals and records: 1993–2018; Precipitation normals: 1981-2010) | Parámetros climáticos promedio de Santa Victoria Este (Temperature normals and records: 1993–2018; Precipitation normals: 1981-2010) |
| Mes | Ene. | Feb. | Mar. | Abr. | May. | Jun. | Jul. | Ago. | Sep. | Oct. | Nov. | Dic. | Anual |
| --- | --- | --- | --- | --- | --- | --- | --- | --- | --- | --- | --- | --- | --- |
| Temp. máx. abs. (°C) | 45.0 | 45.0 | 43.5 | 40.5 | 38.5 | 37.0 | 39.0 | 43.0 | 44.5 | 46.4 | 45.8 | 45.0 | 46.4 |
| Temp. máx. media (°C) | 36.1 | 34.6 | 32.9 | 29.6 | 26.1 | 24.1 | 25.1 | 28.7 | 31.6 | 33.9 | 35.1 | 35.7 | 31.1 |
| Temp. media (°C) | 29.1 | 28.2 | 26.7 | 23.8 | 20.2 | 18.1 | 18.0 | 20.9 | 23.7 | 26.8 | 28.0 | 28.9 | 24.3 |
| Temp. mín. media (°C) | 22.3 | 21.8 | 20.5 | 18.1 | 14.4 | 12.1 | 10.9 | 13.2 | 15.9 | 19.7 | 20.9 | 22.1 | 17.7 |
| Temp. mín. abs. (°C) | 12.6 | 11.5 | 11.4 | 3.5 | 3.0 | -1.0 | -4.0 | -2.0 | 2.0 | 8.0 | 10.0 | 10.6 | -4.0 |
| Precipitación total (mm) | 120.6 | 109.1 | 114.1 | 57.8 | 21.1 | 7.0 | 3.4 | 3.0 | 10.5 | 35.9 | 87.0 | 105.2 | 674.7 |
| Fuente: Red Hidrológica Nacional | | | | | | | | | | | | | |

## Ubicación
Se encuentra unos 263 km al este de la ciudad de Tartagal a través de la Ruta Provincial 54. La distancia de la capital provincial, la ciudad de Salta, es de más de 500 kilómetros.
Se halla a la vera del Río Pilcomayo muy cerca del Hito Esmeralda, punto tripartito entre Argentina, Paraguay y Bolivia.
Se ubica en una zona del Chaco Central particularmente seca, sin lluvias durante la mayor parte del año pero con intensas lluvias en los meses de octubre y noviembre por lo cual la vida humana es bastante difícil.

## Fundación
Se dice que fue fundada por el ciudadano Jacinto Sosa, junto a un contingente de exploradores procedente de la Provincia de Santiago del Estero, más precisamente de la zona de Añatuya. Sosa se dedicaba a la cría de ganado petizo, luego por cuestiones de la vida explora la profesión de talabartero en el rubro cuero, de esta manera solventaba a su familia, junto a su compañera Alejandrina Figueroa, quien a su vez se dedicaba a realizar trabajos en el telar, productos derivados de la lana de oveja. De dicho matrimonio nacieron doce hijos los cuales por cuestiones de la vida migran por el territorio nacional, como así también sus nietos.
En la actualidad el fundador es honrado con la herencia de su nombre, en uno de sus nietos.

## Población

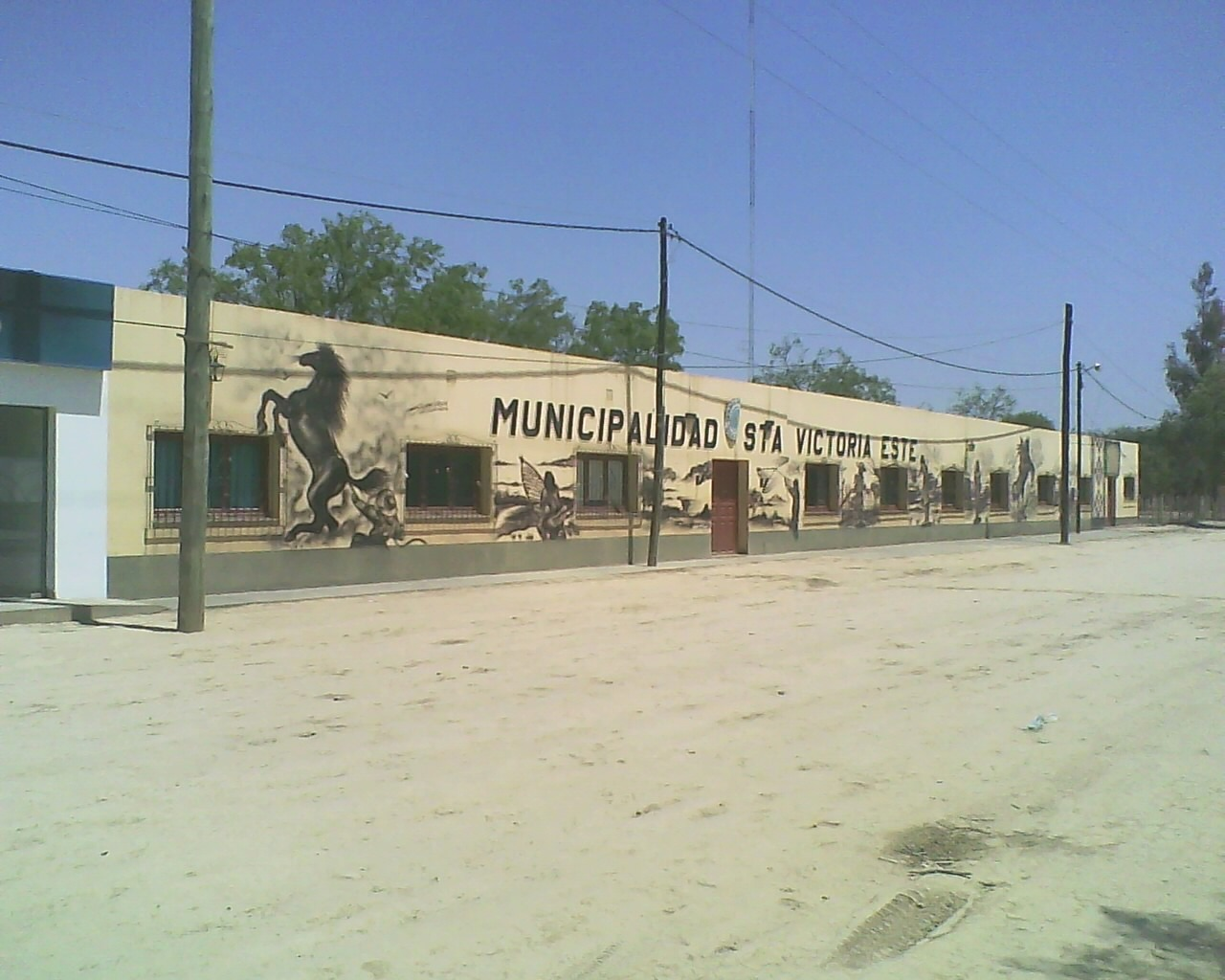
Municipalidad de Santa Victoria Este

Contaba con 1809 habitantes (Indec, 2010), lo que representa un incremento del 41 % frente a los 1283 habitantes (Indec, 2001) del censo anterior. Sin embargo, según las estimaciones del gobierno municipal, para octubre de 2007 contaba con alrededor de 10 000 habitantes. Más del 60 % del total corresponde a etnias originarias, como los Wichís, Chorotes, Qoms , Quechuas y Chulupíes, todos los cuales poseen lenguas y características particulares, y se agrupan en 36 comunidades a lo largo y ancho del municipio. Los indicadores informan que el 89 % de la población tiene algún tipo de necesidades básicas insatisfechas. Puntualmente, en lo que se refiere a escolaridad, ese porcentaje es del 30 % aproximadamente.
A pesar de que la conformación mayoritaria de la población es rural, no escapa a la creciente tendencia a la urbanización, lo que genera mayores demandas de servicios municipales.
Debido a la pobreza de la región y la extrema pobreza a que ha sido relegada durante décadas la población nativa casi la totalidad de las viviendas son de suma precariedad: pobres ranchos de barro y muchas veces simples "enramadas" (chozas constituidas por ramas de árboles).
La deforestación y el exceso de caza deportiva que han llevado a cabo los "turistas" ha hecho que los autóctonos vieran disminuir sus recursos alimentarios por eso aún en el 2011 se notan importantes índices de desnutrición.

## Economía
La población mestiza, que es minoritaria, sobrevive dispersa en "Puestos" o "Parajes", donde se dedica a la crianza de animales caprinos, ovinos, porcinos y en menor medida bovinos, la que es realizada "a monte abierto" y practicada a niveles de subsistencia. En el casco "urbano", algunos pocos habitantes practican el comercio de alimentos y otros productos. Los únicos asalariados son los maestros escolares, personal municipal, personal del hospital local, de la gendarmería y la policía. La población indígena, por su parte, carece casi por completo de cualquier actividad económica de tipo "civilizada". Fundamentalmente, se dedican a la recolección de frutos silvestres, pesca, y en menor medida, caza. El ciclo de mayor pesca es entre marzo y diciembre, cuando el río Pilcomayo reduce su cauce luego de la temporada de inundaciones. Un elevado porcentaje de ellos recibe los planes sociales "Asignación universal por hijo",becas por ser indígenas del Gobierno Nacional, que implican un monto de $3500 mensuales.

## Fiesta Patronal
- Virgen de las Victorias, 7 de octubre

## Sismicidad
La sismicidad del área de Salta es frecuente y de intensidad baja, y un silencio sísmico de terremotos medios a graves cada 40 años

## Personajes músicos
- Chaqueño Palavecino
- El Toba Toledo.
- El Negro Gómez: El violín Mayor del Chaco Salteño.
- El Negro Palma.
- Jorge Rojas.
- El Indio Rojas.
- Antonio Salas.